# Санґласька сільська рада
Са́нґласька сільська рада (ест. Sangla külanõukogu, рос. Санглаский сельский совет) — сільська рада в Естонській РСР, адміністративно-територіальна одиниця в складі повіту Тартумаа (1945—1950) та Елваського району (1950—1960). До 1954 року сільська рада мала назву Санґла-Йиесууська (ест. Sangla-Jõesuu külanõukog, рос. Сангла-Йыэсууский сельский совет).

## Населені пункти
Адміністративний центр — село Вяйке-Ракке, що розташовувалося на відстані 26 км на північний захід від районного центру міста Елва.
Землями, що належали сільраді, користувалися колгоспи «Емайие», «Ранна» та радгосп «Курекюла».

## Історія
13 вересня 1945 року на території волості Ранну в Тартуському повіті утворена Санґла-Йиесууська сільська рада з центром у селі Вяйке-Ракке. Головою сільської ради обраний Карл Війлу (Karl Viilu), секретарем — Лейда Варіксоо (Leida Variksoo).
26 вересня 1950 року, після скасування в Естонській РСР повітового та волосного поділу, сільська рада ввійшла до складу новоутвореного Елваського сільського району.
3 вересня 1960 року Санґласька сільрада приєднана до Раннуської, склавши північну частину останньої.